# MusicBee (媒体播放器)
MusicBee是一款免费的音频媒体库管理软件，用于Microsoft Windows上音频文件的播放和管理。 软件构建使用了BASS音频库。

## 特性
- 库管理：根据音频标签（如艺术家、专辑、音轨号和元数据）查找、组织和重命名特定文件夹中的音频文件。MusicBee可以配置为自动监视所选库并执行此任务，也允许用户根据具体情况进行手动控制。
- 自定义用户界面：可供广泛修改的播放器布局和外观，包括可修改的快捷键。
- 歌曲记录：能将当前播放信息共享到Last.fm。
- 迷你歌词集成：用于显示和编辑与音频文件同步的歌词。
- 文件转换：支持转换到任何受支持的音频格式，并保留元数据。
- 无缝播放：消除连续音轨之间的间隔以提供连续的聆听体验。
- 回放增益 ：对各个曲目之间的音量进行标准化，均衡其感知的响度。
- 翻录：支持音频CD的播放和翻录（支持CD-TEXT）。曲目可在快速或安全模式下被翻录为单独文件或带有CUE脚本的单个专辑文件。
- 同步：能够将本地库中的内容与外部设备（包括iOS3.0 及更早期版本）同步，以及从iTunes和Windows Media Player导入库。
- 睡眠和关机模式：用于按计划关闭程序，并具有音量淡出功能。
- 音乐封面：集成Fanart.tv及类似提供商以获得高质量的艺术家和音乐专辑封面图片。[3]
- 远程控制：支持从Android设备远程控制软件（需安装MusicBee Remote插件）。[4]
- 内置WASAPI和ASIO声卡接口。
- 自动DJ：一个用户可编程的播放列表生成器，扩展了默认随机播放预设和设置功能。
- 插件支持：以社区扩展的形式支持附加插件。[5]

## 支持的音频格式
主要音频格式：
- MP3、AAC、M4A、MPC、OGG、FLAC、ALAC、APE、Opus、TAK、WavPack、WMA、WAV、MIDI

其他音频格式：
- MOD、UMX、XM

## 评价
TechRadar为MusicBee打出了5星的推荐分，评价其为“音乐爱好者的完美播放器”。